# کاباراگاها الا
کاباراگاها الا (به لاتین: Kabaragaha Ela) یک منطقهٔ مسکونی در سری‌لانکا است که در استان جنوبی (سری‌لانکا) واقع شده‌است.